# Playoffs NBA 1960
Navigation
Playoffs 1959 Playoffs 1961
Les playoffs NBA 1960 sont les playoffs de la saison NBA 1959-1960. Ils se terminent sur la victoire des Celtics de Boston face aux Saint-Louis Hawks 4 matches à 3 lors des Finales NBA.

## Fonctionnement
Dans chaque Division, les trois meilleures équipes sont qualifiées pour les playoffs au terme de la saison régulière. À l'Est, les équipes qualifiées sont :
1. les Celtics de Boston
2. les Warriors de Philadelphie
3. les Nationals de Syracuse

Les équipes qualifiées à l'Ouest sont :
1. les Hawks de Saint-Louis
2. les Pistons de Détroit
3. les Lakers de Minneapolis

Lors des Demi-finales de Division, le deuxième affronte le troisième dans une série au meilleur des trois matches. Le gagnant rencontre alors, en Finales de Division, le premier de la Division au meilleur des sept matches. Les deux gagnants se rencontrent lors des finales NBA, qui se jouent au meilleur des sept matches.

## Classement en saison régulière
| Champion de division | Qualifié pour les playoffs | Éliminé des playoffs |

| Division Est             | V  | D  | PCT  | GB |
| ------------------------ | -- | -- | ---- | -- |
| Celtics de Boston        | 59 | 16 | .787 | -  |
| Warriors de Philadelphie | 49 | 26 | .653 | 10 |
| Nationals de Syracuse    | 45 | 30 | .600 | 14 |
| Knicks de New York       | 27 | 48 | .360 | 32 |

| Division Ouest        | V  | D  | PCT  | GB |
| --------------------- | -- | -- | ---- | -- |
| Hawks de Saint-Louis  | 46 | 29 | .613 | -  |
| Pistons de Détroit    | 30 | 45 | .400 | 16 |
| Lakers de Minneapolis | 25 | 50 | .333 | 21 |
| Royals de Cincinnati  | 19 | 56 | .253 | 27 |

## Tableau
|  | Demi-finales de Division | Demi-finales de Division | Demi-finales de Division |                          |   | Finales de Division | Finales de Division | Finales de Division |  |  | Finales NBA | Finales NBA       | Finales NBA |
|  |                          |                          |                          |                          |   |                     |                     |                     |  |  |             |                   |             |
|  |                          |                          |                          |                          |   |                     |                     |                     |  |  |             |                   |             |
|  |                          | 1                        | Celtics de Boston        | 4                        |   |                     |                     |                     |  |  |             |                   |             |
|  | Division Est             | 1                        | Celtics de Boston        | 4                        |   |                     |                     |                     |  |  |             |                   |             |
|  |                          |                          | 3                        | Warriors de Philadelphie | 2 |                     |                     |                     |  |  |             |                   |             |
|  | 2                        | Nationals de Syracuse    | 3                        | Warriors de Philadelphie | 2 | 1                   |                     |                     |  |  |             |                   |             |
|  | 2                        | Nationals de Syracuse    |                          |                          |   | 1                   |                     |                     |  |  |             |                   |             |
|  | 3                        | Warriors de Philadelphie | 2                        |                          |   |                     |                     |                     |  |  |             |                   |             |
|  |                          |                          |                          |                          |   |                     |                     |                     |  |  | E1          | Celtics de Boston | 4           |
|  |                          |                          | O1                       | Hawks de Saint-Louis     | 3 |                     |                     |                     |  |  |             |                   |             |
|  |                          |                          |                          |                          |   |                     |                     |                     |  |  |             |                   |             |
|  |                          |                          |                          |                          |   |                     |                     |                     |  |  |             |                   |             |
|  |                          | 1                        | Hawks de Saint-Louis     | 4                        |   |                     |                     |                     |  |  |             |                   |             |
|  | Division Ouest           | 1                        | Hawks de Saint-Louis     | 4                        |   |                     |                     |                     |  |  |             |                   |             |
|  |                          |                          | 2                        | Lakers de Minneapolis    | 3 |                     |                     |                     |  |  |             |                   |             |
|  | 2                        | Lakers de Minneapolis    | 2                        | Lakers de Minneapolis    | 3 | 2                   |                     |                     |  |  |             |                   |             |
|  | 2                        | Lakers de Minneapolis    |                          |                          |   | 2                   |                     |                     |  |  |             |                   |             |
|  | 3                        | Pistons de Détroit       | 0                        |                          |   |                     |                     |                     |  |  |             |                   |             |

## Scores

### Demi-finales de Division

#### Division Est
- Nationals de Syracuse - Warriors de Philadelphie 2-1
  - 11 mars : Syracuse - Philadelphie 92-115
  - 13 mars : Philadelphie - Syracuse 119-125
  - 14 mars : Syracuse - Philadelphie 112-132

#### Division Ouest
- Lakers de Minneapolis - Pistons de Détroit 2-1
  - 12 mars : Minneapolis - Detroit 113-112
  - 13 mars : Detroit - Minneapolis 99-114

### Finales de Division

#### Division Est
- Celtics de Boston - Warriors de Philadelphie 4-2
  - 16 mars : Philadelphie - Boston 105-111
  - 18 mars : Boston  - Philadelphie 110-115
  - 19 mars : Philadelphie - Boston 90-120
  - 20 mars : Boston - Philadelphie 112-104
  - 22 mars : Philadelphie - Boston 128-107
  - 24 mars : Boston - Philadelphie 119-117

#### Division Ouest
- Hawks de Saint-Louis - Lakers de Minneapolis 4-3
  - 16 mars : Minneapolis - Saint-Louis 99-112
  - 17 mars : Minneapolis - Saint-Louis 120-113
  - 19 mars : Saint-Louis - Minneapolis 93-89
  - 20 mars : Saint-Louis - Minneapolis 101-103
  - 22 mars : Minneapolis - Saint-Louis 117-110
  - 24 mars : Saint-Louis - Minneapolis 117-96
  - 26 mars : Minneapolis - Saint-Louis 86-97

### Finales NBA
- Celtics de Boston - Hawks de Saint-Louis 4-3
  - 27 mars : Saint-Louis - Boston 122-140
  - 29 mars : Saint-Louis - Boston 113-103
  - 2 avril : Boston - Saint-Louis 102-86
  - 3 avril : Boston - Saint-Louis 96-106
  - 5 avril : Saint-Louis - Boston 102-127
  - 7 avril : Boston - Saint-Louis 102-105
  - 9 avril : Saint-Louis - Boston 103-122